# Shepherd Bushiri
Shepherd Bushiri, znany też jako Prorok Shepherd Bushiri (ur. 20 lutego 1983) – chrześcijański kaznodzieja, autor i biznesmenem pochodzenia malawijskiego. Jest założycielem i pastorem charyzmatycznego kościoła Enlightened Christian Gathering, z siedzibą w Pretorii, w Południowej Afryce, który gromadzi dziesiątki tysięcy wiernych.
Jest znany jako jeden z najbogatszych pastorów na świecie i jeden z najbogatszych ludzi w Afryce. W 2017 roku wraz z jego żoną Mary mają szacowany majątek w wysokości 200 milionów dolarów. Posiadają również spółkę wydobywczą, mobilną sieć telekomunikacyjną, stację telewizyjną nadającą na całym kontynencie, a także SB University z kampusami w Sudanie Południowym i Południowej Afryce.
Jego największe spotkania odbywają się w Sylwestra na stadionie FNB w Południowej Afryce, z udziałem około 100 tysięcy uczestników. 
Opublikował 17 książek w dziedzinach duchowości, finansów i przedsiębiorczości.